# Блондин — приманка для убийцы
«Блондин — приманка для убийцы» (нем. Blonde Köder für den Mörder, итал. La morte bussa due volte) — детективный художественный фильм, совместного производства ФРГ — Италии, снятый режиссёром Харольдом Филиппом в 1969 году.
Слоган — «These 'girls' are tough!»
Премьера фильма состоялась 25 ноября 1969 года.

## Сюжет
На пляже отеля убита молодая женщина, у которой похищено дорогое ожерелье. Её муж нанимает детективов для расследования. Все подозрения падают на молодого художника Франческо Вильяверде, живущего по соседству с отелем. Один из свидетелей, Амато Локателли, пытается шантажировать Вильяверде, имеющего долги перед мафией… Вскоре Локателли находят мёртвым.
Кто же ответственен за два убийства и кражу? Расследование ведёт детектив Боб Мартин.

## В ролях
- Дин Рид — Боб Мартин, детектив
- Фабио Тести — Франческо ди Вильяверде
- Ини Ассманн — Хелен
- Леон Аскин — Пепе
- Надя Тайлер — Мария ди Вильяверде
- Вернер Петерс — Чарли Холман
- Риккардо Гарроне — Амато Локателли
- Анита Экберг — София Ферретти
- Адольфо Чели — Ферретти, он же Макс Шпиглер, «профессор»
- Марио Брега — Рикардо Бени
- Элен Шанель — Ангела
- Феми Бенусси — Лоис Симмонс
- Ренато Бальдини — Леон Симмонс
- Теодоро Корра — Ринальдо